# 漠林鴞
漠林鴞（學名：Strix butleri）是一種貓頭鷹，與灰林鴞是近親。
漠林鴞分佈在敘利亞、以色列、埃及東北部及阿拉伯半島。它們棲息在棕櫚樹林、沙漠、半沙漠及石溝。它們會在懸崖的洞中築巢。它們主要吃田鼠、小鼠屬及大型昆蟲。
漠林鴞呈中等身型，比灰林鴞細小，只有29-33厘米長。它們主要是夜間活動的。它們的身體敦實，頭部很圓，就像是縮小了的灰林鴞，但顏色較淡及較少斑紋，尤其是在下身。它們的眼睛也是黃色的。